# Aztrania acinaca
Aztrania acinaca är en insektsart som beskrevs av Blocker 1979. Aztrania acinaca ingår i släktet Aztrania och familjen dvärgstritar. Inga underarter finns listade i Catalogue of Life.